# Lars Lohmann
Lars Lohmann (* 5. Februar 1947 in Fyllested Højgård, Brenderup auf Fünen) ist ein dänischer Schauspieler.

## Leben
Lars Lohmann absolvierte seine Schauspielausbildung von 1969 bis 1972 an der Schauspielschule des Odense Teater, wo er auch als Darsteller sein Bühnendebüt hatte und anschließend bis zum Jahr 1982 als festes Ensemblemitglied engagiert war. Er trat als Bühnendarsteller auch am Folketeatret, am Aarhus Teater, am Königlichen Theater Kopenhagen, am Betty-Nansen-Theater oder am Theater Helsingør in Erscheinung. Seit 1973 hat er als Schauspieler vor der Kamera in bislang mehr als 30 Film-und-Fernsehproduktionen mitgewirkt.
Er ist der Bruder der Schauspielerin Lise Lotte Lohmann. Sein Sohn ist der Schauspieler Jacob Lohmann.

## Filmografie (Auswahl)
- 1976: Kassen stemmer
- 1987: Babettes Fest (Babettes gæstebud)
- 1990: Springflut (Springflod)
- 1993: Roser og persille
- 1993: Det forsømte forår
- 1997: Das Auge des Adlers (Ørnens øje)
- 2003: Askepop - the movie
- 2014: 1864 – Liebe und Verrat in Zeiten des Krieges (1864, Fernsehserie, 1 Folge)
- 2019: 398 Tage – Gefangener des IS (Ser du månen, Daniel)